# شتيفان ويبر (مغني)
شتيفان ويبر (بالألمانية: Stefan Weber)‏ هو مغني نمساوي، ولد في 8 نوفمبر 1946 في فيينا في النمسا، وتوفي في 7 يونيو 2018 بسبب مرض باركنسون.

## وصلات خارجية
- ستيفان ويبر على موقع IMDb (الإنجليزية)
- ستيفان ويبر على موقع ميوزك برينز (الإنجليزية)
- ستيفان ويبر على موقع ديسكوغز (الإنجليزية)